# 동티모르 독립혁명전선
동티모르 독립혁명전선(영어: Revolutionary Front for an Independent East Timor, 포르투갈어: Frente Revolucionária de Timor-Leste Independente)은 동티모르의 정당이다. 약칭은 프레티린(FRETILIN)이다.

## 소개
독립혁명전선(FRETILIN)은 1974년에 설립했으며, 포르투갈과 인도네시아 점령 시기 동티모르의 독립운동으로 시작되었다. 2002년 동티모르가 인도네시아로부터 독립한 후 독립혁명전선은 거대 정당이되었다. 현재 의회 의석수 65석 중 19석을 차지하고 있다.

## 역대 선거 결과

### 대통령 선거
| 선거   | 후보                | 득표수    | 득표율   | 득표수    | 득표율   | 당락 |
| 선거   | 후보                | 1차 투표  | 1차 투표 | 2차 투표  | 2차 투표 | 당락 |
| ------ | ------------------- | --------- | -------- | --------- | -------- | ---- |
| 2007년 | 프란시스쿠 구테흐스 | 112,666표 | 27.89%   | 127,342표 | 30.82%   | 낙선 |
| 2012년 | 프란시스쿠 구테흐스 | 133,635표 | 28.76%   | 174,408표 | 38.77%   | 낙선 |
| 2017년 | 프란시스쿠 구테흐스 | 295,048표 | 57.08%   | -         | -        | 당선 |
| 2022년 | 프란시스쿠 구테흐스 | 144,282표 | 22.13%   | 242,440표 | 37.91%   | 낙선 |

### 총선거
| 선거   | 대표          | 득표수    | 득표율 | 의석수  | +/–  | 순위 |
| ------ | ------------- | --------- | ------ | ------- | ---- | ---- |
| 2001년 | 마리 알카티리 | 208,531표 | 57.37% | 55 / 88 | 55   | 1위  |
| 2007년 | 마리 알카티리 | 120,592표 | 29.02% | 21 / 65 | 34   | 1위  |
| 2012년 | 마리 알카티리 | 140,786표 | 29.87% | 25 / 65 | 4    | 2위  |
| 2017년 | 마리 알카티리 | 168,422표 | 29.65% | 23 / 65 | 2    | 1위  |
| 2018년 | 마리 알카티리 | 213,324표 | 34.29% | 23 / 65 | 보합 | 2위  |
| 2023년 | 마리 알카티리 | 178,248표 | 25.75% | 19 / 65 | 4    | 2위  |

## 같이 보기
- 동티모르
- 동티모르 국민의회
- 동티모르의 대통령
- 동티모르의 총리
  - 티모르 재건국민회의